# Рейтинг національних збірних УЄФА
Рейтинг національних збірних УЄФА також ще називають європейським рейтингом збірних. Він враховується при жеребкуванні кваліфікаційної і фінальної частини турніру чемпіонату Європи.

## Таблиця рейтингу національних збірних
| Перший кошик    | Перший кошик         | Перший кошик    | Другий кошик | Другий кошик       | Другий кошик | Третій кошик | Третій кошик      | Третій кошик |
| Місце           | Збірна               | Рейтинг         | Місце        | Збірна             | Рейтинг      | Місце        | Збірна            | Рейтинг      |
| --------------- | -------------------- | --------------- | ------------ | ------------------ | ------------ | ------------ | ----------------- | ------------ |
| 1               | Іспанія              | 39 964          | 10           | Греція             | 31 268       | 19           | Сербія            | 28 072       |
| 2               | Німеччина            | 38 294          | 11           | Чехія              | 30 871       | 19           | Ізраїль           | 28 145       |
| 3               | Нідерланди           | 37 821          | 12           | Швеція             | 30 695       | 21           | Болгарія          | 27 198       |
| 4               | Італія               | 35 838          | 13           | Швейцарія          | 30 395       | 22           | Фінляндія         | 26 827       |
| 5               | Англія               | 34 819          | 14           | Україна            | 30 134       | 23           | Польща            | 26 620       |
| 6               | Хорватія             | 33 677          | 15           | Туреччина          | 29 465       | 24           | Норвегія          | 26 210       |
| 7               | Португалія           | 33 226          | 16           | Данія              | 29 222       | 25           | Ірландія          | 25 971       |
| 8               | Франція              | 32 551          | 17           | Словаччина         | 28 228       | 26           | Шотландія         | 25 646       |
| 9               | Росія                | 32 477          | 18           | Румунія            | 28 145       | 27           | Північна Ірландія | 24 518       |
| Четвертий кошик | Четвертий кошик      | Четвертий кошик | П'ятий кошик | П'ятий кошик       | П'ятий кошик | Шостий кошик | Шостий кошик      | Шостий кошик |
| Місце           | Збірна               | Рейтинг         | Місце        | Збірна             | Рейтинг      | Місце        | Збірна            | Рейтинг      |
| 28              | Австрія              | 24 381          | 37           | Північна Македонія | 19 409       | 46           | Казахстан         | 14 730       |
| 29              | Боснія і Герцеговина | 24 365          | 38           | Кіпр               | 18 791       | 47           | Ліхтенштейн       | 13 581       |
| 30              | Словенія             | 24 221          | 39           | Чорногорія         | 18 751       | 48           | Азербайджан       | 13 500       |
| 31              | Латвія               | 23 303          | 40           | Албанія            | 18 319       | 49           | Люксембург        | 11 872       |
| 32              | Угорщина             | 23 048          | 41           | Естонія            | 17 792       | 50           | Мальта            | 11 517       |
| 33              | Литва                | 22 071          | 42           | Грузія             | 15 819       | 51           | Фарерські острови | 10 620       |
| 34              | Білорусь             | 21 515          | 43           | Молдова            | 15 734       | 52           | Андорра           | 9 197        |
| 35              | Бельгія              | 21 426          | 44           | Ісландія           | 15 404       | 53           | Сан-Марино        | 7 783        |
| 36              | Уельс                | 21 274          | 45           | Вірменія           | 15 164       |              |                   |              |

## База для розрахунку
Для розрахунку враховуються всі матчі збірної, зіграні в офіційних зустрічах на ЧЄ і ЧС, як у кваліфікаційній (включаючи плей-офф), так і фінальній частинах турніру. На відміну від рейтингу збірних ФІФА, товариські матчі не враховуються.
Для розрахунку враховуються виступи в п'яти періодах, трьох кваліфікаційних і двох фінальних частин останніх турнірів. Фінальна і кваліфікаційна частина одного турніру вважається циклом. А останній відбірковий турнір, називається півциклом.
Для розрахунку рейтингу в кваліфікаційній частині Чемпіонату Європи 2012 будуть використовуватися:
- Результати ЧС 2006 кваліфікаційна і фінальна частини (перший цикл)
- Результати ЧЄ 2008 кваліфікаційна і фінальна частини (другий цикл)
- Результати ЧС 2010 кваліфікаційна частина (півцикл)

Для розрахунку рейтингу в фінальній частині Чемпіонату Європи 2012 будуть використовуватися:
- Результати ЧЄ 2008 кваліфікаційна і фінальна частини (перший цикл)
- Результати ЧС 2010 кваліфікаційна і фінальна частини (другий цикл)
- Результати ЧЄ 2012 кваліфікаційна частина (півцикл)

## Розрахунок

### Очки за гру
За кожну зіграну гру, в кваліфікаційній чи фінальній частині турніру, збірна отримує очки за такими правилами:
- 10000 очок кожній збірній незалежно від результату.
- За перемогу нараховується 30000 очок, а за нічию — 10000.
- За кожний забитий гол в основний і додатковий час, команда отримує 501 очко, а за кожний пропущений гол втрачає 500 очок.
- Якщо матч завершується серією пенальті, то команди отримують ще по 10000 очок. А переможець серії додатково отримує 10000 очок. Голи, забиті в серії пенальті не враховуються.

Приклад: Збірна A перемогла Збірну B з рахунком 4:1
|                             | Збірна А | Збірна В |
| --------------------------- | -------- | -------- |
| 10,000 Очки за вихід на гру | 10000    | 10000    |
| + 30000 очок за перемогу    | 30000    | -        |
| + 501 очко за забиті голи   | 4x501    | 1x501    |
| 500 очок за пропущені голи  | 1x(-500) | 4x(-500) |
| Разом очок за матч          | 41504    | 8501     |

### Бонусні очки
За участь в кваліфікаційній (плей-офф) і фінальній частинах турніру ЧЄ або ЧС, збірна отримує бонусні бали, які не залежать від підсумку матчу. Сума бонусних очок показана в таблиці:
|                  | Плей-офф | Груповий етап | 1/8  | 1/4   | Півфінал | Матч за третє місце | Фінал |
| ---------------- | -------- | ------------- | ---- | ----- | -------- | ------------------- | ----- |
| Чемпіонат Європи | 6000     | 9000          | -    | 18000 | 28000    | -                   | 38000 |
| Чемпіонат Світу  | 6000     | 6000          | 9000 | 18000 | 28000    | 18000               | 38000 |

### Розрахунок очок в циклі або півциклі
Всі набрані очки збірної протягом циклу або півциклу, будуть просумовані і розділені на кількість зіграних матчів. Для збірних, які не пройшли в фінальну частину чемпіонату, очки набрані за кваліфікаційний період будуть вважатися як очки набрані за цикл.

### Часовий фактор
Для кожного циклу і півциклу встановлені свої вагові коефіцієнти. Так для другого циклу і півциклу ваговий коефіцієнт дорівнює 2, а коефіцієнт першого циклу дорівнює 1.

### Підрахунок рейтингу збірної
Для отримання рейтингу збірної, беруть набрані очки в кожному циклі (чи півциклі) і множать на свій ваговий коефіцієнт. Отримані значення сумують і ділять на 5 (відповідна сума вагових коефіцієнтів, у цьому випадку він розрахований як 2+2+1=5).
На підставі цього підрахунку складається таблиця рейтингу збірних.

### Особливі випадки
- Для асоціацій, які не брали участі в деяких циклах, у відповідному звітному періоді, беруться в підрахунок тільки ті цикли (і / або півцикли), в яких вони взяли участь з відповідними ваговими коефіцієнтами. Отриманий результат ділиться на сумму вагових коефіцієнтів, які враховувалися в розрахунок.

- У випадку, коли асоціація була господарем фінальної частини ЧС або ЧЄ, в першому або у другому циклі, очки для кваліфікаційної частини цього кола, беруться з попереднього. Тобто, якщо асоціація була господарем ЧЄ, то очки беруться із кваліфікаційної частини попереднього ЧС, і навпаки.

- У випадку, коли асоціація є господарем фінальної частини ЧС або ЧЄ, і не бере участь у кваліфікаційній частині (тобто півциклу), для підрахунку рейтингу береться тільки перший і другий цикл.